# 267 Tirza
A 267 Tirza a Naprendszer kisbolygóövében található aszteroida. Auguste Charlois fedezte fel 1887. május 27-én.